# رايموندو كولومبو
رايموندو كولومبو (بالبرتغالية: Raimundo Colombo‏) هو سياسي برازيلي، ولد في 28 فبراير 1955 بلاخيس في البرازيل. حزبياً، نشط في Social Democratic Party (Brazil, 2011) ‏. انتخب عضو مجلس النواب البرازيلي ‏ وانتخب عضو مجلس الشيوخ من البرازيل.